# Динамічна корекція сколіозу
Динамічна корекція сколіозу (VBT — Vertebral Body Tethering та ASC — Anterior Scoliosis Correction) є відносно новими методами операцій для лікування сколіозу як у дітей, так і у дорослих. Якщо не лікувати важкий сколіоз, він може прогресувати та врешті-решт вплинути на легені та серце людини.

## Історія
У 1950-х і 1960-х роках лікарі почали експериментувати з технікою хірургічного втручання жорсткої фіксації хребців, відомою як спондилодез, щоб випрямити хребет і запобігти довгостроковим наслідкам викривлень для здоров'я. Під час операції спондилодезу використовуються педикульні гвинти та металеві стрижні для корекції викривлення. Удосконалення методів спондилодезу відбувались протягом багатьох років, і цей метод залишається стандартом хірургічного лікування сколіозу на сьогодні. Проте, спондилодез має недоліки, і була запропонована альтернатива — операція динамічної корекції сколіозу, зокрема VBT та вдосконалена версія ASC.

## Динамічна корекція сколіозу VBT
У 2019 Управління з контролю за якістю харчових продуктів і медикаментів США (FDA) схвалило використання VBT (Vertebral Body Tethering) для обмеженої кількості пацієнтів. У цій процедурі використовується міцний і гнучкий трос із поліетилентерефталату, який закріплюється на гвинтах, імплантованих у хребет. Операція проводиться в період, коли дитина або підліток ще росте, і має на меті поступово зменшити викривлення хребта в міру зростання завдяки динамічній фіксації. Окрім корекції викривлення, основною перевагою VBT є збереження гнучкості хребта. Процедура виконується через передню або бічну стінку грудної клітки, з використанням низки невеликих розрізів, які зазвичай швидко загоюються за умови належного післяхірургічного догляду. Ідеальним кандидатом для цієї операції є пацієнт із серйозним викривленням, яке не піддається корекції за допомогою корсету, і має оцінку Сандерса (що вимірює зрілість скелета) 3-4.

## Процедура та процес загоєння
Ця процедура проводиться в стаціонарних умовах під загальним наркозом, з подальшим перебуванням у лікарні, яке зазвичай триває кілька днів. Після успішної операції пацієнти здатні повернутися до занять спортом та інших фізичних активностей, що вимагають гнучкості хребта. У деяких випадках пацієнти можуть навіть відновити участь у професійному спорті, залежно від індивідуальних особливостей та успішності реабілітації.

## Динамічна корекція сколіозу ASC
Anterior Scoliosis Correction (ASC) — це сучасний метод динамічної корекції сколіозу, який ґрунтується на принципах VBT, але пропонує певні вдосконалення. ASC дозволяє виправляти викривлення хребта без жорсткої фіксації, зберігаючи його природну гнучкість. Процедура включає імплантацію кількох тросів для забезпечення додаткової надійності та запобігання їх обриву. Троси натягуються для створення необхідної сили, що сприяє поступовому або негайному випрямленню хребта. ASC підходить як для дітей, так і для дорослих пацієнтів, особливо для підлітків, які майже завершили свій ріст, або для дорослих, де корекція може бути більш ефективною.

### Додаткові особливості ASC
- Деротація хребта: ASC дозволяє не тільки випрямляти хребет, але й виконувати його деротацію, що забезпечує кращу тривимірну корекцію викривлення.
- Disc Release: Ця процедура полягає у видаленні частин міжхребцевих дисків, щоб полегшити корекцію викривлення і дозволити хребту краще вирівнюватися. Disc Release допомагає досягти більш рівномірного та ефективного вирівнювання хребта, особливо у дорослих пацієнтів або підлітків, які майже завершили свій ріст.
- Покращена корекція: У порівнянні з VBT, ASC може забезпечити кращу негайну корекцію викривлення через застосування більшого тиску та використання додаткових тросів, що особливо важливо для пацієнтів, які вже завершили ріст або близькі до цього.

### Переваги ASC
- Збереження гнучкості хребта: Як і VBT, ASC зберігає природну гнучкість хребта, що дозволяє пацієнтам вести активний спосіб життя.
- Мінімально інвазивна процедура: Хоча ASC може включати кілька тросів, процедура залишається менш інвазивною порівняно з традиційним спондилодезом.
- Швидше відновлення після операції: Пацієнти після ASC зазвичай відновлюються швидше, що дозволяє їм швидше повернутися до нормального життя.
- Можливість повернення до спорту: Пацієнти можуть повернутися до занять спортом, включаючи професійний спорт, що є значною перевагою для активних людей.
- Висока якість життя: Якість життя пацієнтів після ASC максимально наближена до якості життя здорової людини, оскільки зберігається гнучкість хребта та можливість вести активний спосіб життя без суттєвих обмежень.

### Недоліки динамічної корекції
- Потреба в регулярному спостереженні: Як і будь-яка хірургічна процедура, ASC вимагає регулярного моніторингу для запобігання ускладнень та забезпечення стабільності результатів.
- Можливі повторні операції: У разі розриву троса або інших ускладнень може виникнути необхідність у повторній операції. Однак, частота таких повторних втручань є співмірною з частотою повторних операцій після спондилодезу (жорсткої фіксації хребців), що свідчить про подібний рівень ризику для обох методів.

### Переваги ASC у порівнянні зі спондилодезом (Spinal Fusion)
- Збереження гнучкості хребта: На відміну від спондилодезу, який передбачає жорстку фіксацію хребців і втрату природної гнучкості, ASC дозволяє зберегти гнучкість хребта, що особливо важливо для пацієнтів, які хочуть зберегти активний спосіб життя.
- Швидше відновлення: Пацієнти після ASC зазвичай відновлюються швидше, ніж після спондилодезу, і можуть раніше повернутися до нормальної фізичної активності.
- Мінімальний дискомфорт: Хоча кожна хірургічна процедура має свої ризики, пацієнти після ASC рідше відчувають дискомфорт, пов'язаний з імплантатами, на відміну від тих, кому було проведено спондилодез.
- Менший ризик ускладнень: ASC має менший ризик розвитку неврологічних ускладнень і дегенерації сусідніх сегментів хребта, що може вимагати додаткових операцій у випадку спондилодезу.